# Auguste Bucquet
Pour les articles homonymes, voir Bucquet.
Hector "Auguste" Bucquet, né le 25 juillet 1881 à Saint-Quentin et mort le 27 mai 1963 à Blois,, est un pilote motocycliste français.

## Biographie
En 1900, il s'impose au Critérium des motocyclettes, sur Lamaudière et Labre ; l'année suivante, il est deuxième du Paris-Bordeaux, derrière Gaston Rivierre sur Werner. Il remporte en 1902 la catégorie 50 kg et le classement général du Paris-Arras-Paris, long de 910 kilomètres, sur Werner (ou Circuit du Nord), puis la même année la catégorie deux roues du Paris-Vienne avec la marque (52e au général), en s'imposant dans la dernière étape Salzbourg-Vienne (en fait les motocycles ne font que le parcours Bregenz-Vienne). En 1903, il court pour le nouveau constructeur Griffon, et gagne la course Paris-Bordeaux désormais spécifique aux deux roues motorisées, ainsi que la catégorie deux roues motorisées du Paris-Madrid, interrompu à Bordeaux (sur Werner, en 8 heures 55 minutes à la moyenne de 63 km/h, devant Léon Demester). Toujours en 1903, il finit deuxième du Critérium du Quart de Litre sur Werner, derrière René Champoiseau. En 1905 et 1907, il s'impose par deux fois au Circuit des Ardennes.
Il tient ensuite un magasin de motocycles à Blois, et il ne doit pas être confondu avec l'architecte et artiste peintre Auguste Bucquet, né à Paris en 1840 et décédé en 1914.